# Invitation (EP)
《Invitation》은 에일리의 첫 번째 미니 앨범으로써 2012년 10월 16일에 발매되었다. 대표곡으로는 〈보여줄게〉와 〈저녁하늘〉이 있다.

## 특징
- 한국방송공사의 가요 프로그램 《뮤직뱅크》에서 2012년 11월 23일 싸이의 〈강남스타일〉 11주 연속 1위를 저지하며 타이틀곡 〈보여줄게〉로 1위를 차지했다.
- 2018 평창 동계 올림픽에서 패럴림픽 폐막식 때 <보여줄게>를 불렀다

## 트랙리스트
| #            | 제목                              | 작사           | 작곡               | 편곡               | 재생 시간 |
| ------------ | --------------------------------- | -------------- | ------------------ | ------------------ | --------- |
| 1.           | 〈보여줄게〉                      | 강은경         | 김도훈, 이현승     | 이현승, 노주환     | 3:52      |
| 2.           | 〈폭풍속으로〉 (Feat. 버벌 진트)  | 이단옆차기     | 이단옆차기         | Chancellor         | 3:30      |
| 3.           | 〈저녁하늘〉                      | 김이나         | Tommy Park, 박근태 | Tommy Park, 옥정용 | 3:53      |
| 4.           | 〈My Love〉 (Feat. 스윙스)        | 라도           | 라도               | 라도               | 3:34      |
| 5.           | 〈Shut Up〉 (Feat. 사이먼 도미닉) | 휘성           | 문하, 휘성         | 문하               | 3:22      |
| 6.           | 〈Heaven〉                        | 이기용배, 휘성 | 이기용배, 휘성     | 이기용배           | 3:31      |
| 총 재생 시간 | 총 재생 시간                      | 총 재생 시간   | 총 재생 시간       | 총 재생 시간       | 21:42     |